# Muni Metro
Muni Metro är ett stadsbanesystem i San Francisco, som trafikeras av det kommunala bolaget San Francisco Municipal Railway ("Muni"). Det bildar tillsammans med museispårvägen F Market & Wharves, tunnelbanan Bay Area Rapid Transit, pendeltåget Caltrain och San Franciscos kabelspårväg ett spårtrafiknät som täcker stora delar av stadsområdet. På grund av systemets historia liknar det i vissa delar en tunnelbana eller premetro, framför allt längs Market Street i centrala San Francisco, medan andra delar är traditionell spårväg med gatuspår.

## Biljettsystem
Muni Metro har ett gemensamt taxesystem med bussarna, trådbussarna och F Market & Wharves-linjen, dock inte med kabelspårvägen och BART. En enkelbiljett har obegränsad giltighet på de förstnämnda transportmedlen i 90 minuter. Resenärer som redan har biljett kan kliva på genom alla dörrar; de som inte har biljett måste köpa den av föraren vid lågplattformshållplatser, i biljettmaskiner vid högplattformshållplatser, eller i spärrarna till tunnelstationerna.

## Spårvagnar

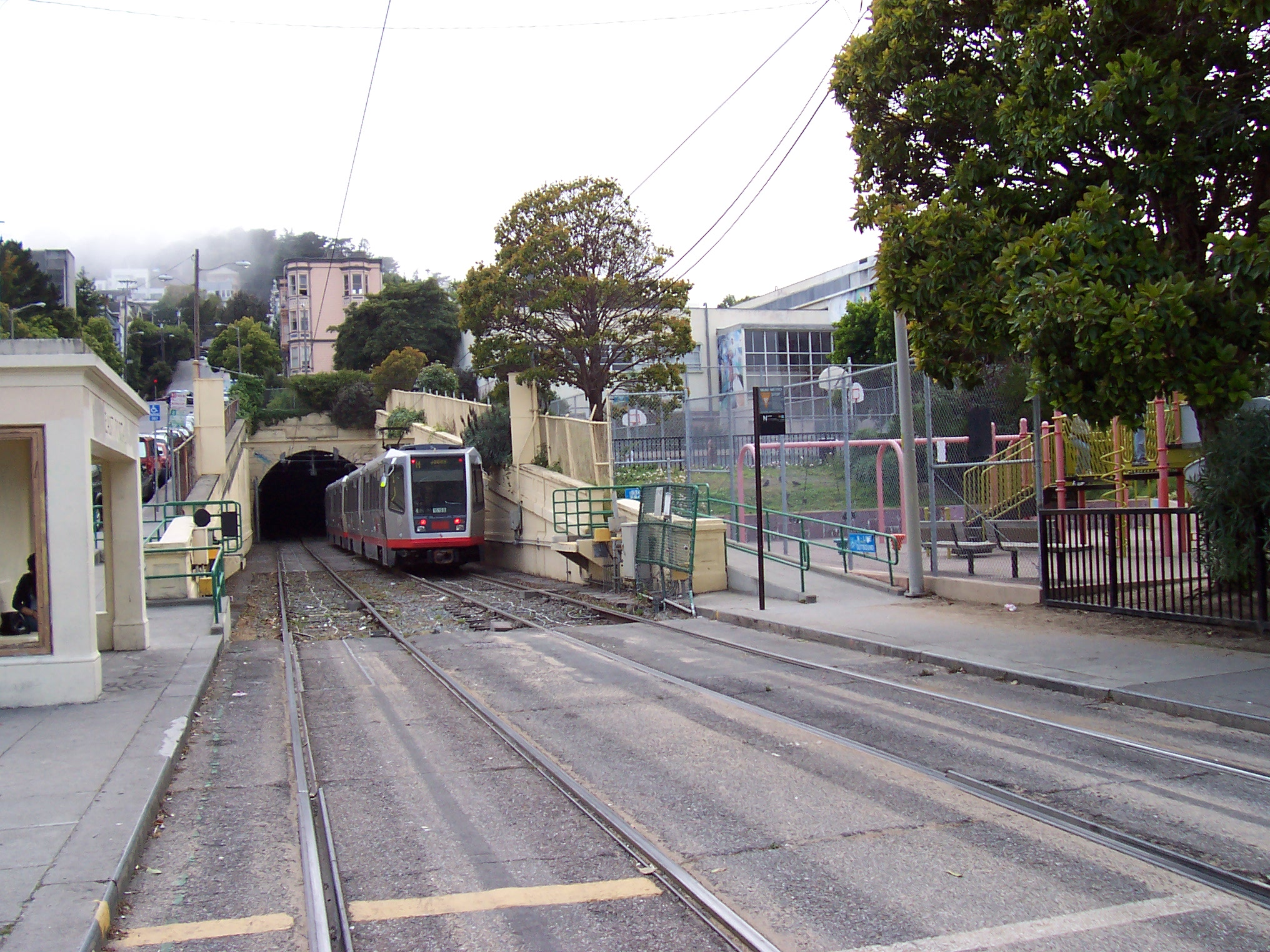
Spårvagn på linje N går in i Sunset-tunneln från öster

När tunneln under Market Street byggdes införskaffades Boeing-Vertol-byggda US Standard Light Rail Vehicles (USSLRV), som även köptes av Boston. Boeing-Vertol hade liten erfarenhet av att bygga spårfordon, och drog sig senare ur den marknaden på grund av de mekaniska problem som USSLRV drabbades av. Boeing-Vertol-vagnarna var ensamma på spåren fram till 1995, då de större och pålitligare, men bullrigare, LRV2-vagnarna från Breda togs i trafik. USSLRV:erna fasades sedan ut fram till 2001.
Eftersom en del hållplatser har högplattformar och andra inte har både USSLRV och LRV2 insteg med variabel höjd. När passagerarna kliver på från gatuhållplatserna måste de kliva upp för några trappsteg, men när vagnen närmar sig en högplattformshållplats eller åker in i en tunnel fälls trappstegen upp till vagnens golvnivå. Denna förändring markeras med en genomträngande vissling, och vana pendlare stående i trappan i en full vagn kan manövrera den medan de läser tidningen.

## Linjer
Muni Metro består av sju linjer: linje J, K, L, M, N, T samt S, som är en förstärkningslinje i högtrafik. De fem huvudlinjerna J, K, L, M, N går mellan 5.00 och 1.00 på vardagar, med senare trafikstart på helgerna. Linje L och N trafikeras av nattbussar övrig tid. Varje linje betecknas med en bokstav, ett namn och en färg. Linjerna J till N börjar i de västra och sydvästra stadsdelarna, och går i blandad trafik eller egna körfält in mot centrum. Linje K, L och M går i tunnel under Twin Peaks med två stationer, West Portal och Forest Hill. Därefter fortsätter alla linjer i den nyare tunneln under Market Street, med stationer vid Castro Street och Church Street. S-vagnarna vänder vid Castro Street. Vid Van Ness station ansluter även J och N, och därefter har alla linjerna fyra gemensamma stationer som också har separata plattformar för BART, nämligen Civic Center/United Nations Plaza, Powell Street med anslutning till T i Central Subway, Montgomery Street och Embarcadero. Efter Embarcadero fortsätter N ovan jord söderut till Caltrain-stationen, där den återigen möter T från Chinatown - Rose Pak som går vidare söderut längs Third Street och Bayshore Boulevard. Den senare sträckans hållplatser har högplattformar, liksom tunnelstationerna och några få hållplatser i sydväst.
|  | Linje                           | Öppnad år | Destination                          | Destination                                        |  |
|  | ------------------------------- | --------- | ------------------------------------ | -------------------------------------------------- |  |
|  | J Church                        | 1917      | Embarcadero                          | Balboa Park                                        |  |
|  | K Ingleside                     | 1918      | Embarcadero                          | Balboa Park                                        |  |
|  | L Taraval                       | 1919      | Embarcadero                          | 46th Avenue & Wawona San Francisco Zoo             |  |
|  | M Ocean View                    | 1925      | Embarcadero                          | San Jose & Geneva Balboa Park                      |  |
|  | N Judah                         | 1928      | 4th and King Street (Caltrain Depot) | Judah and La Playa Ocean Beach                     |  |
|  | S Castro Shuttle (ej på kartan) | 2002      | Embarcadero West Portal              | Castro Street 4th and King Street (Caltrain Depot) |  |
|  | T Third Street                  | 2007      | Chinatown-Rose Pak                   | Sunnydale                                          |  |

## Historia
I mitten av 1900-talet betjänades San Francisco av ett antal spårvägar av två typer: kabelspårvägar och spårvägar med luftledning. De senare var föregångare till dagens Muni Metro; San Francisco är sålunda en av de få nordamerikanska städer vars snabbspårvägssystem har utvecklats kontinuerligt ur ett traditionellt spårvägssystem (andra är Boston, Philadelphia och Cleveland).
På 1950-talet samlades stadstrafiken i ett kommunalt bolag i San Francisco, liksom i många andra amerikanska städer. Spårvagnarna började fasas ut till förmån för bussar. Fem tungt trafikerade spårvagnslinjer använde dock åtminstone delvis tunnlar eller andra särskilda banvallar, så de kunde inte enkelt konverteras till busslinjer. Därför fortsatte de att trafikeras med traditionella PCC-vagnar fram till 1970-talet, då spårtrafik återigen blev populärt i USA.
Under 1950-talet drogs också de ursprungliga planerna för BART upp. De omfattade en tunnelbana i två våningar under Market Street i centrala San Francisco, där den nedre våningen skulle ha expresståg och den övre lokala tåg till de södra och västra förorterna. Efter att tunneln hade börjat byggas ändrades planerna så att endast det nedre planet skulle användas för en enda BART-bana, och det övre planet skulle användas för existerande spårvägslinjer. Den nya tunneln skulle anslutas till den befintliga Twin Peaks-tunneln. Både nya och befintliga tunnelstationer skulle få högplattformar, vilket innebar att PCC-vagnarna inte kunde trafikera dem, så nya vagnar beställdes från Boeing. Tunneln stod klar 1978, två år innan den första Boeing-spårvagnen levererades, och därefter togs tunneln gradvis i drift fram till 1982.
I mitten till slutet av 1990-talet växte San Francisco ekonomiskt och befolkningsmässigt i och med IT-bubblan, och Muni Metro började känna av den ökande efterfrågan. Att håna Muni hade länge varit något av en folksport i San Francisco, och inte utan anledning: Boeing-vagnarna var av undermålig kvalitet och fylldes snabbt, och systemet med fem gatuspårvägar som gick ihop i en gemensam tunnel ledde till svåra tidtabellsproblem på den gemensamma sträckan, med oregelbundna avgångsintervall och fullpackade vagnar som fick vänta i tunneln mellan hållplatserna.
Muni bemötte problemen med nya, större och mer pålitliga vagnar från Breda, en linjeförlängning till South Beach där många av de nya IT-företagen fanns, samt ett ATC-system längs tunnelsträckan. Det senare orsakade inledningsvis mer skada än nytta, eftersom ATC-systemet var långtifrån perfekt när det togs i drift. Sommaren 1998 bröt trafiken samman fullständigt; en reporter från San Francisco Chronicle kunde gå längs hela Market Street snabbare än hans kollega som tog spårvagnen i tunneln. ATC-problemen löstes dock efter hand, och idag är Muni Metros service betydligt bättre än tidigare.
1998 öppnades en förlängning med fyra hållplatser från Embarcadero station till platsen för San Francisco Giants' nya stadion och Caltrains station. Denna nya delsträcka var viktig trots sin korthet, eftersom den kopplade ihop Caltrain med resten av spårtrafiknätet i staden och försåg det nya stadion samt de allt framgångsrikare stadsdelarna South Beach och SoMa. Kanske ännu viktigare var symbolvärdet i att nya spårvagnsspår lades för första gången på årtionden, och den nya linjens framgång ledde till efterföljare.
2007 öppnades en fortsättning från Caltrain-stationen söderut längs Third Street till stadsgränsen. I norr passerar den genom gamla industriområden som har omvandlats till bostäder efter fastighetsboomen i slutet av 1990-talet, och i söder går den genom några av San Franciscos fattigaste områden.
Därefter byggdes en ny tunnel, Central Subway, från Caltrain-stationen till norra delen av innerstaden. Trots att linjen är relativt kort är tanken att den ska förbättra tillgängligheten till spårtrafik i delar av innerstaden som idag är förhållandevis isolerade från nätet, samt vara en startpunkt för fortsatt utbyggnad. Med hjälp av federala bidrag började den byggas 2010 och öppnades 2023.

## Artikelursprung
Den här artikeln är helt eller delvis baserad på material från en annan språkversion av Wikipedia.